# The White Terror
The White Terror è un film muto del 1915 diretto da Stuart Paton. Il "terrore bianco" del titolo si riferisce alla tubercolosi: il film fu realizzato con la collaborazione della National Association for the Study and Prevention of Tuberculosis. Sceneggiato da Raymond L. Schrock e prodotto dalla Independent Moving Pictures Co. of America (IMP), aveva come interpreti Hobart Henley, Frances Nelson, William Welsh, Howard Crampton, Allen Holubar, Otto Hoffman, Frederick Sullivan.

## Trama
Emerson Boyd è un uomo che si è fatto da solo e ora possiede la Boyd Mills, una fabbrica che utilizza il lavoro minorile non tenendo conto delle normative sanitarie, e la Boyd Chemical Company, che produce medicinali senza brevetto. Direttore generale degli stabilimenti è David Duncan, un politicante corrotto. La figlia di Boyd, Eleanor, riceve una proposta di matrimonio da Matthew Brand, un ricco giovane senza grandi ambizioni che lei però respinge finché non le dimostrerà di volere fare qualcosa per l'umanità. Matthew, dopo aver letto una denuncia sulle condizioni delle fabbriche di Boyd su un giornale, quando si rende conto che Boyd cerca di farlo tacere, acquista il giornale da Clifford Cole, il suo editore. Sostiene quindi la Società Nazionale contro la tubercolosi nella proposta di costruire in ogni città un sanatorio dove curare e combattere la terribile malattia. Boyd e Duncan impongono al sindaco di votare contro quel provvedimento ma, quando Eleanor si ammala, il responso del medico è: tubercolosi. Boyd tenta disperatamente di somministrare alla figlia una delle sue "cure miracolose", il Saco-Ozone, ma il medico curante getta via la medicina, dichiarando che è un pericolo per chiunque la prenda. Duncan, intanto, cercando di sabotare il giornale, salta per aria nell'esplosione che ha provocato lui stesso. Boyd, adesso, si arrende agli argomenti di Matthew e, insieme a lui, inizia un movimento riformista. Eleanor, ricoverata nel sanatorio, si riprende dalla malattia e accetta finalmente di sposare Matthew.

## Produzione
Il film fu prodotto dalla Independent Moving Pictures Co. of America (IMP).

## Distribuzione
Il copyright del film, richiesto dalla Universal, fu registrato il 10 giugno 1915 con il numero LP5522.

Distribuito dalla Universal Film Manufacturing Company, il film uscì nelle sale statunitensi il 18 giugno 1915. Venne recensito anche con il titolo Every Town. In Canada, uscì il 25 giugno 1915.
Non si conoscono copie ancora esistenti della pellicola che viene considerata presumibilmente perduta.